# Erich Maas (Verleger)

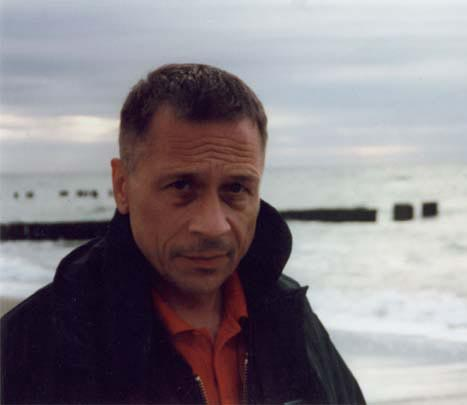
Erich Maas im Jahr 2000

Erich Maas (* 18. Juni 1952 in Ediger-Eller; † 12. April 2001 in Berlin) war Künstler, Grafiker und Verleger.

## Leben

### Verlegerische Tätigkeit
Erich Maas sammelte von 1987 bis 1989 verlegerische Erfahrungen durch die Arbeit an Kunstbüchern und Ausstellungskatalogen über Blinky Palermo, Jiri Georg Dokoupil, John Armleder und Andy Warhol für den Verlag Delano Greenidge Editions, New York.
1990 gründete Erich Maas mit Carsten Wettreck in Berlin den „Maas Verlag“, in welchem in den folgenden Jahren Bücher von 4000, Thomas Kapielski, Funny van Dannen, Matthias Baader Holst, Peter Wawerzinek, Ulrich Schlotmann, Buddy Giovinazzo, Darius James, Dietmar Dath oder Harry Hass erschienen. In deutscher Erstübersetzung erschienen im „Maas Verlag“ Autoren wie Iceberg Slim, Kathy Acker oder Darius James.
Die Herausgabe der Anthologie Die Hormone des Mannes, zusammengestellt von Wolfgang Müller mit Beiträgen von Françoise Cactus, D. Holland-Moritz, Cord Riechelmann, Tabea Blumenschein und anderen Autoren scheiterte, da Müller darauf bestand, seinen einleitenden Text mit den von Erich Maas vorgenommenen Anmerkungen, Streichungen und Korrekturen zu veröffentlichen. 2008 erschien Müllers Text mit den auf Transparentfolie übertragenen handschriftlichen Korrekturen und Anmerkungen Maas’ als Künstlerbuch im Hybriden Verlag von Hartmut Andryczuk in einer Auflage von 15 Exemplaren.
1992/1993 schloss sich Frank Nowatzki dem „Maas Verlag“ an, der seine deutschsprachige Black-Lizard-Reihe einstellen musste und mit der Pulp-Master-Reihe hier ein neues Zuhause für eine Reihe von Pulp-/Noir-Krimis gefunden hatte. Zu den Autoren der Reihe gehören u. a. Buddy Giovinazzo, Garry Disher, Charles Willeford und Joe R. Lansdale.
1997 gründete Erich Maas gemeinsam mit Ulf Schleth die Internetplattform TXT, mit der beide unabhängigen Verlagen den Weg ins Internet erleichtern und an neuen Vertriebs- und Marketingformen für diese Verlage arbeiten wollten. Ein weiteres Ziel war es, den großen Unternehmen, deren marktbeherrschende Rolle sich abzeichnete, etwas entgegenzusetzen.
1998 startete Erich Maas parallel zum „Maas Verlag“ in Zusammenarbeit mit Mario Mentrup das Unternehmen „Maas Media“. Dieses Label war auch als Verballhornung von mass media (englisch für Massenmedien) gemeint. „Maas Media“ wurde zu einem Vorreiter des Printing on Demand, das die Publikation diverser Titel in Kleinauflagen finanzierbar machte. In manchen der „Maas-Media“-Titel forderte Maas seine Leser dazu auf, sich beim Buchhandelsverband ISBN zu verschaffen und selbst Printing-on-Demand-Verlage zu gründen. Maas nutzte die neue Technik zum einen, um den Lesern vergessene literarische Juwele in Erinnerung zu rufen (darunter Die Klasse und Die Verstümmelten von Kafkas Zeitgenossen Hermann Ungar und Reinekes tragisches Ende von Louis Pergaud; deutsche Erstveröffentlichung 1927). Zum anderen wurden unter „Maas Media“ zunehmend „subkulturelle“ Texte veröffentlicht (z. B. Print Identitäten von Mario Mentrup, Helikopter Hysterie von Heinrich Dubel).
Nach dem Tod von Erich Maas im Jahre 2001 führte Carsten Wettreck den „Maas Verlag“ weiter fort, es entstand die Buchreihe J book für japanische Literatur (Herausgeberin Etsuko Sakamaki). Seit 2006 sind keine weiteren Titel im „Maas Verlag“ erschienen. Er ging 2006 unter Carsten Wettreck in die Insolvenz. Mario Mentrup und Galeristin Gundula Schmitz (Galerie Laura Mars Gallery, Berlin) führen den „Maas Media Verlag“ als eigenständiges Unternehmen weiter. 2012 entschieden sich Mentrup und Schmitz, den „Maas Media Verlag“ in „Fantôme Verlag“ umzubenennen. Seit 2015 führt Gundula Schmitz den Fantôme Verlag in Eigenregie. Wie auch Frank Nowatzki den Pulp Master Verlag in Eigenregie führt.